# Неймовірний Галк повертається
«Неймовірний Галк повертається» (англ. «The Incredible Hulk Returns») — американський телевізійний супергеройський фільм 1988 року, заснований на персонажі коміксів американського видавництва Marvel Comics — Галку, який є продовженням телевізійного серіалу 1978-1982 років «Неймовірний Галк».
У фільмі «Неймовірний Галк повертається» доктор Девід Беннер, вчений, який у гніві перетворюється на зеленошкірого надсильного монстра, вважає, що знайшов потенційне лікування свого стану, але йому заважає незрозуміле прибуття зарозумілого бога-воїна Тора, який був вигнаний з Вальгалли. Потім вони об'єднуються для боротьби зі зростаючою злочинною організацією. Білл Біксбі повертається в ролі Беннера, а Лу Ферріньйо повторює свою роль Галка. Ерік Крамер робить свою першу і єдину появу в ролі Тора, а Стів Левітт зіграв Дональда Блейка. Це також була остання поява Джека Колвіна в ролі Джека Макґі.

## Сюжет
Доктор Девід Баннер працює в Дослідницькому інституті Джошуа-Ламберта, де разом з групою вчених завершує роботу над гамма-передавачем, за допомогою якого він має намір вилікувати себе від здатності перетворюватися на Галка. Він не перетворюється на Галка вже шість років, з тої пори, як зустрів молоду вдову Меґґі Шоу, з якою у нього романтичні стосунки. Випадково його впізнає колишній студент Дональд Блейк. Він розповідає, що під час експедиції в Норвегії він заволодів зачарованим молотом, в якому міститься душа Тора, зарозумілого воїна-вікінга, вигнаного богом Одіном на Землю. Тор неохоче змушений служити Блейку, якого це дуже дратує. Бог викликається на виклик і псує лабораторне обладнання, чим розлючує Беннера, поки той не перетворюється на Галка, який б'ється з Тором і йде геть.
Вранці Беннер сварить Блейка за те, що той зірвав його експеримент, і вимагає, щоб вони з Тором загладили свою провину. Журналіст Джек Макґі дізнається про появу Галка й намагається його розшукати. Тор нарікає на своє вигнання з Вальгалли та спілкується з Блейком у барі, ненадовго припускаючи, що Тор може використовувати свої сили для боротьби зі злочинністю. Злочинна організація в рамках Інституту Джошуа-Ламберта намагається викрасти Беннера, але Галк без особливих зусиль відправляє їх у відставку. Ватажок банди Джек Лебо націлився на доктора Шоу, а не на Беннера. Переодягнені в поліціянтів члени мафії влаштовують засідку на Беннера і Шоу і викрадають другого, наперекір спільним зусиллям Галка і Тора.
Лебо шантажує Беннера, щоб той віддав Передавач в обмін на життя Шоу. Галк, Блейк і Тор влаштовують засідку в схованці банди та відбиваються від легіону озброєних людей, щоб врятувати Шоу. Макґі знову стає об'єктом насмішок через свою одержимість Галком і Тором. Блейк і Беннер сходяться на думці, що Шоу, швидше за все, зрозуміла, що Беннер і Галк — це одне і те ж, і що Баннер повинен піти, щоб захистити її. Тор і Блейк, тепер уже в мирі один з одним, прощаються з Беннером. Він змушений розірвати стосунки з Шоу і знову вирушає на пошуки ліків.

## Акторський склад
- Білл Біксбі — Девід Беннер
- Лу Ферріньйо — Галк
- Джек Колвін — Джек Макґі
- Стів Левітт — Дональд Блейк
- Ерік Крамер — Тор
- Тім Томерсон — Джек Лебо
- Чарльз Неп'єр — Майк Фуше
- Лі Перселл — Маргарет Шоу
- Джон Ґабріель — Джошуа Ламберт
- Джей Бейкер — Закарі Ламберт